# Diopsis flavoscutellaris
Diopsis flavoscutellaris är en tvåvingeart som beskrevs av Enrico Adelelmo Brunetti 1928. Diopsis flavoscutellaris ingår i släktet Diopsis och familjen Diopsidae.
Artens utbredningsområde är Guinea. Inga underarter finns listade i Catalogue of Life.